# Петер Уотърхаус
Петер Уотърхаус (на немски: Peter Waterhouse) е австрийски писател и преводач, автор на стихотворения, есета, романи, разкази и пиеси.

## Биография
Петер Уотърхаус е роден през 1956 г. в Берлин. Баща му е британски офицер, а майка му е австрийка. Уотърхаус израства двуезично и учи в катедралната гимназия във Ферден, Долна Саксония, където баща му няколко години служи като британски офицер за свръзка.
През 1975 г. полага матура в гимназията на Винзен (Луе) Следва германистика и англицистика във Виенския университет, а също през 1981/82 г. в Южнокалифорнийския университет в Лос Анджелис.
През 1982 г. полага изпит за магистър, а през 1984 г. се дипломира във Виенския университет с теза „Утопията в поезията на Паул Целан“ и става доктор по философия.
Петер Уотърхаус е автор на стихотворения, есета, романи, разкази и пиеси. Освен това превежда художествена литература от английски и италиански.
Негови творби са преведени на английски, италиански, шведски, унгарски, норвежки и датски.
През 2000 г. Уотърхаус става инициатор на „Волфенбютелските разговори върху превода“.
Членува в Сдружението на австрийските писателки и писатели.
Живее във Виена.

## Награди (подбор)
- 1989: „Награда Манускрипте“
- 1990: „Награда Николас Борн за поезия“
- 1993: Preis der Stadt Münster für Europäische Poesie
- 1994: „Австрийска държавна награда за литература“
- 1997: „Награда Хаймито фон Додерер“
- 2000: Adolf-Mejstrik-Ehrengabe für Lyrik der Deutschen Schillerstiftung
- 2002: Österreichischer Staatspreis für literarische Übersetzung
- 2004: „Награда Ханс Карл Артман“
- 2007: „Награда Ерих Фрид“
- 2008: „Литературна награда на Виена“
- 2011: „Награда Ернст Яндл“
- 2011: „Награда Николас Борн“
- 2012: „Голяма австрийска държавна награда за литература“